# Francisco Fuentes
 (juin 2025).
Pour les articles homonymes, voir Fuentes.
Francisco Javier Fuentes, né à Guateque le 2 juillet 1963 et mort à Bucaramanga le 24 janvier 2016, est un humoriste colombien. Il est également connu sous le nom de Pacho sin fortuna.

## Biographie
Francisco Fuentes commence sa carrière de comédien dans l'émission Sábados felices produite par Caracol Televisión pour la télévision en interprétant le personnage de Pacho sin fortuna.